# Pandanus mapola
Pandanus mapola är en enhjärtbladig växtart som beskrevs av Ugolino Martelli. Pandanus mapola ingår i släktet Pandanus och familjen Pandanaceae. Inga underarter finns listade.